# Ricodesmus mauritii
Ricodesmus mauritii är en mångfotingart som först beskrevs av Brandt 1839.  Ricodesmus mauritii ingår i släktet Ricodesmus och familjen Chelodesmidae. Inga underarter finns listade i Catalogue of Life.